# 奧斯特羅夫鄉 (圖爾恰縣)
44°56′N 28°09′E / 44.933°N 28.150°E
奧斯特羅夫鄉（羅馬尼亞語：Comuna Ostrov, Tulcea），是羅馬尼亞的鄉份，位於該國東南部，由圖爾恰縣負責管轄，面積119平方公里，海拔高度36米，2002年人口2,064，人口密度每平方公里17人。